# Анабарський масив

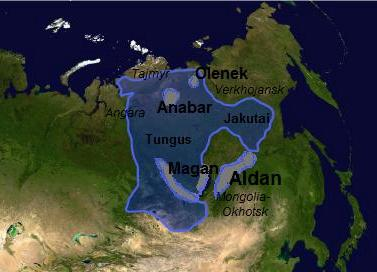
Анабарський щит (більша блідо-блакитна точка) на півночі Сибірського кратону

Анабарський масив, Анабарський щит, Анабарська антекліза — виступ  докембрійського фундаменту (щит, антекліза) на півночі Сибірської платформи (середній і верхній перебіг р. Анабар, верхів'я рр. Попігай, Котуйкан і  Арга-Сала). 
На поверхні Анабарський масив виглядає як височини середньої висоти, побудовані з гнейсів і кристалічних сланців, складених в археї. Є численні дислокації та інтрузії. Зовнішня зона має слабохвилясті пласти протерозойських відкладів.  Географічно Анабарський щит збігається з Анабарським плато, розташованим на північній околиці Середньосибірського плоскогір'я, у верхів'ях річок Анабар, Оленок і Котуй.
Просторово збігається в основному з Анабарським плато. Складний могутньою товщею гнейсів і кристалічних сланців архею (стародавніше 2,3-2,5 млрд років), прорваною тілами гранітоїдов (1,8-2,1 млрд років), основних і ультраосновных порід. Сланці утворюють крупні лінійні складки північно-західного простягання. По периферії А. м. на розмитій поверхні архейських утворень трансгресивно і полого залягають платформені відкладення верхнього докембрію — рифею (1,5 млрд років) і кембрію.
Має 2 зведення з виходом фундаменту на поверхню. Чохол складається крейдяними, вендськими і  кембрійськими відкладеннями. Рифейський комплекс приурочений переважно до авлакогенів. Відкладення кембрію покривають велику частину антеклізи, складаючи плитковий комплекс її чохла. Південна частина Анабарської антеклізи на поверхні представлена відкладеннями пізнього кембрію, ордовику і силуру. Східну частину Анабарської антеклізи перетинає смуга розповсюдження трубок кімберліту.
У півн. краю А. м. розміщується Попігайський метеоритний кратер. А. а. складена в основному архейськими (більш 3,5 млрд років) гнейсами, сланцями, рідше мармурами -регионально метаморфізованними і прорваними інтрузіями. Уламкові відкладення раннього протерозою збереглися тільки на заході. На платформовій стадії розвитку А. а. неодноразово затоплювався морем, відбувалося впровадження малих інтрузій долеритів і  кімберлітів. З докембрієм А. а. зв'язані прояви руд заліза, титана а також слюди.

## Ресурси Інтернету
- Гірнича енциклопедія [Архівовано 23 грудня 2014 у Wayback Machine.](рос.)